# Attila Szabó (piragüista eslovaco)
Attila Szabó (Komárno, 19 de febrero de 1966) es un deportista eslovaco que compitió para Checoslovaquia en piragüismo en la modalidad de aguas tranquilas.
Representando a Checoslovaquia ganó tres medallas en el Campeonato Mundial de Piragüismo entre los años 1987 y 1989, bajo la bandera eslovaca consiguió una medalla de bronce en el Campeonato Mundial de Piragüismo de 1993.

## Palmarés internacional
| Representando a Checoslovaquia |                        |                   |             |
| Campeonato Mundial             |                        |                   |             |
| Año                            | Lugar                  | Medalla           | Competición |
| 1987                           | Duisburgo (Alemania)   | Medalla de plata  | K1 10 000 m |
| 1987                           | Duisburgo (Alemania)   | Medalla de bronce | K1 500 m    |
| 1989                           | Plovdiv (Bulgaria)     | Medalla de oro    | K1 10 000 m |
| Representando a Eslovaquia     |                        |                   |             |
| Campeonato Mundial             |                        |                   |             |
| Año                            | Lugar                  | Medalla           | Competición |
| 1993                           | Copenhague (Dinamarca) | Medalla de bronce | K1 10 000 m |